# San Mango sul Calore
San Mango sul Calore község (comune) Olaszország Campania régiójában, Avellino megyében.

## Fekvése
A megye északkeleti részén fekszik. Határai: Castelvetere sul Calore, Chiusano di San Domenico, Lapio, Luogosano, Paternopoli és Taurasi.

## Története
Első említése a 9. századból származik. A következő századokban nemesi birtok volt. A 19. században nyerte el önállóságát, amikor a Nápolyi Királyságban felszámolták a feudalizmust.

## Népessége
A népesség számának alakulása:

## Főbb látnivalói
- Sant’Anna-templom
- Madonna del Carmine-kápolna